# Casino Bern

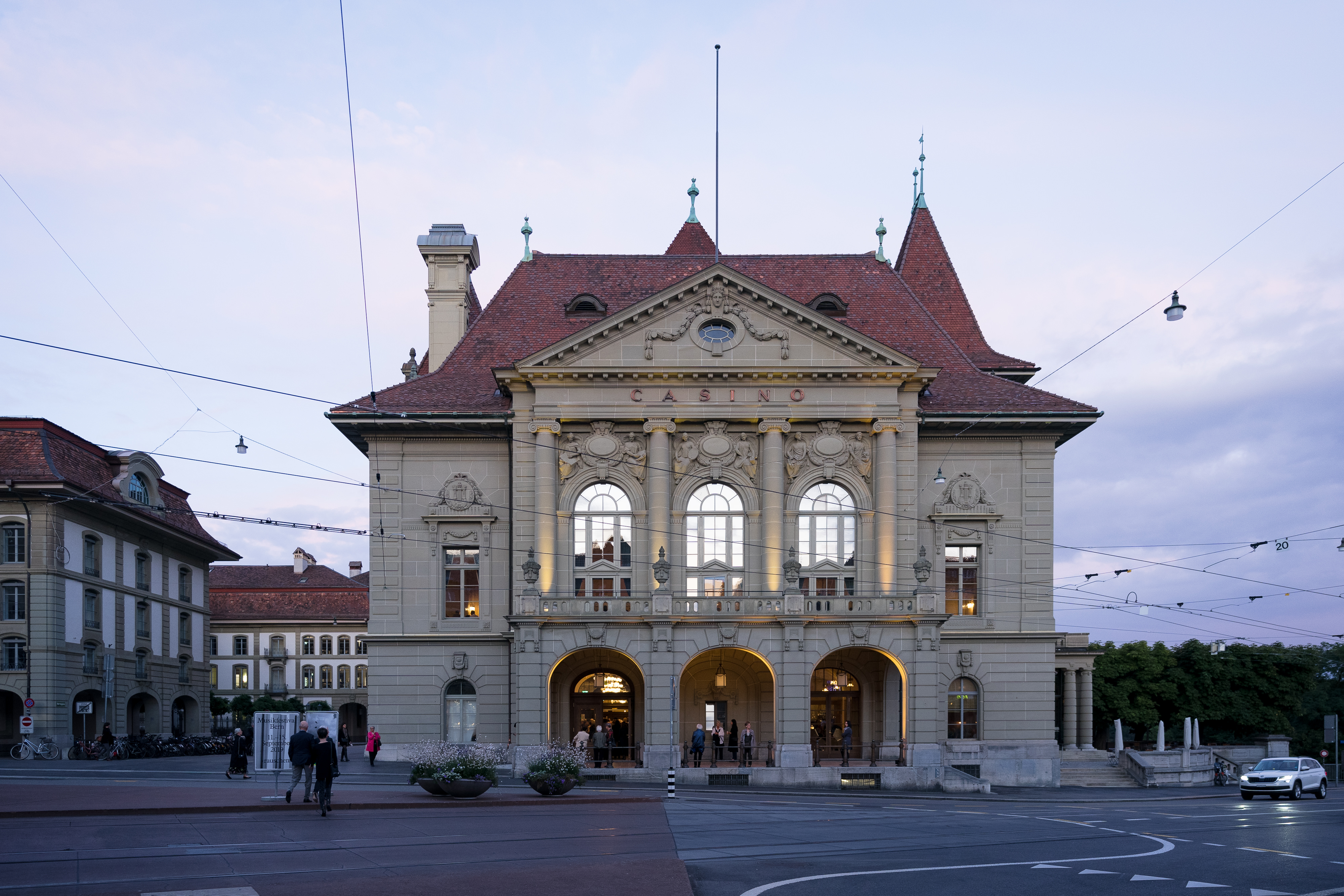
Das Casino Bern (2019)

Das Casino Bern, um die Jahrtausendwende vorübergehend Kultur Casino Bern genannt, ist ein Konzerthaus am Casinoplatz 1, vorherige Adresse Herrengasse 25, in Bern und Kulturgut von nationaler Bedeutung, KGS-Nr. 8996. Von 2017 bis September 2019 war das Casino Bern geschlossen und wurde umfassend saniert.
Seither hat das Haus mehrere Gastronomiekonzepte – Bistrobar, Salon d’Or, Cheftisch und Zunfttisch – und verbindet diese mit einem kulturellen Angebot, zu dem insbesondere das Berner Symphonieorchester zählt.

## Geschichte

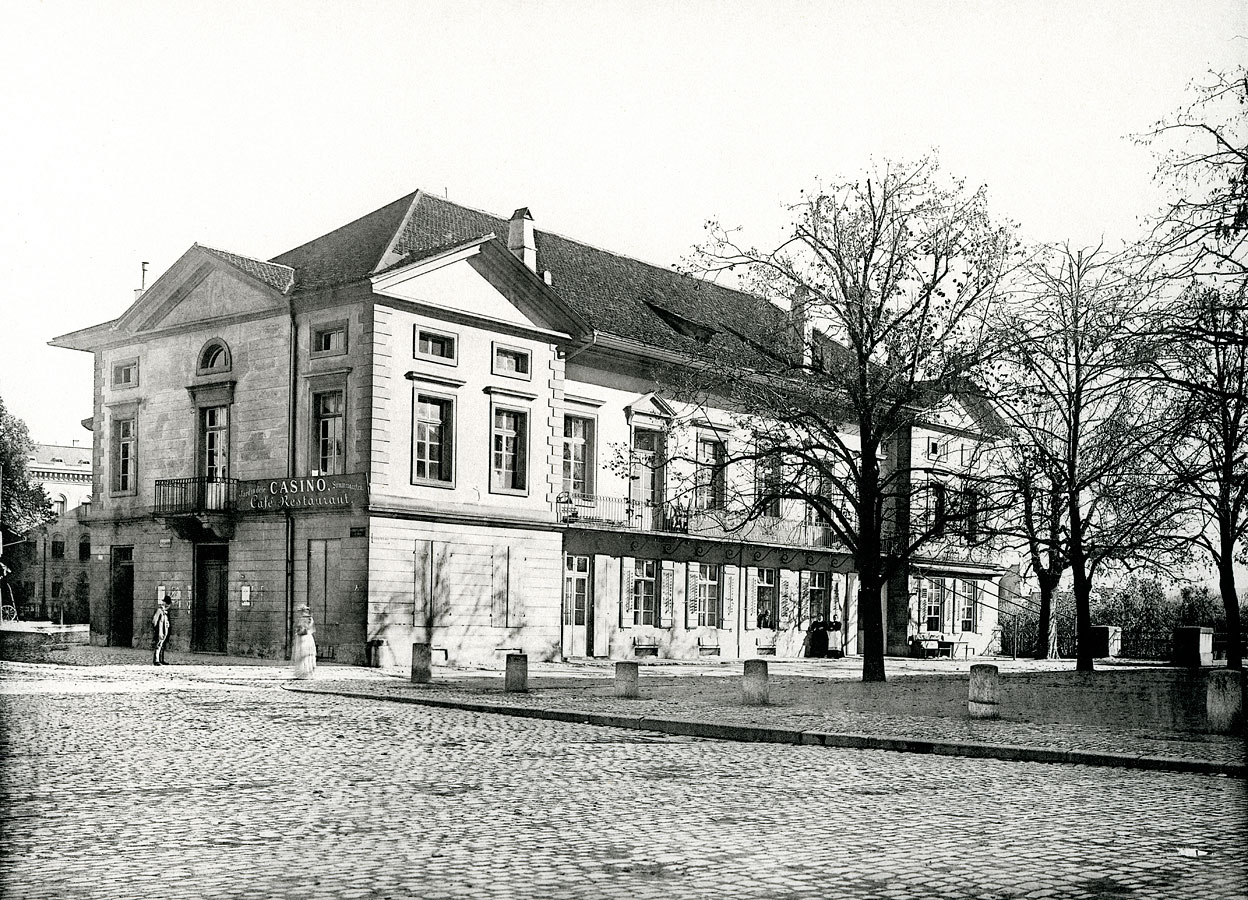
Der Vorgängerbau: das Casino, das an der Stelle des heutigen Parlamentsgebäudes stand (Foto von 1895)

Die Geschichte des heutigen Casino Bern geht auf die Jahre um 1890 zurück, als das erste Casino dem neuen Bundeshaus weichen musste. Als neues Areal wurde das Gebiet des ehemaligen Barfüsserklosters und der späteren Hochschule gewählt, welches damals dem Staat (Kanton) gehörte und durch den Umzug der Universität in die Länggasse frei wurde. Die städtischen Finanzen erlaubten jedoch keinen Bau eines städtischen Casinos. Die Burgergemeinde Bern bot der Einwohnergemeinde 1902 Unterstützung an. 1903 wurde zwischen dem Staat, der Einwohnergemeinde und dem Burgerrat ein Vertrag unterzeichnet, wonach sich die Burgergemeinde zum Bau des Casino verpflichtete, das zur Durchführung von „grossen Festlichkeiten, musikalischen Aufführungen und Ausstellungen“ dienen sollte.
Das neue Casino wurde 1906 bis 1908 von den Architekten Paul Lindt und Max Hofmann im Stil des spätbarocken Klassizismus mit markantem Walmdach erbaut. Nach nur zweijähriger Bauzeit wurde das Gebäude 1909 mit Festlichkeiten dem Betrieb übergeben. Von Beginn an beherbergte das Casino neben dem Kulturbetrieb auch ein Restaurant und mehrere kleinere Räumlichkeiten für die Gastronomie. Die Führung des Restaurants wurde früher einem Pächter übertragen. Seit 2019 betreibt die Burgergemeinde das Casino selbstständig.
Nach dem Casino Bern ist der davor liegende Casinoplatz benannt.

## Name
Casino oder Kasino (Verkleinerungsform von ital. casa ‘Haus’ (aus lat. casa ‘Häuschen, Hütte’)) hat folgende Bedeutung: Gebäude mit Klubräumen, Speiseraum für Offiziere, für Mitarbeiter von Betrieben, öffentlicher Betrieb für Glücksspiele. Der italienische Begriff für ‘Gesellschaftshaus’ (für Unterhaltung und Spiel), zuvor ‘Landsitz’, gelangte in der zweiten Hälfte des 18. Jahrhunderts ins Deutsche. Heute wird der Begriff ausserdem als Kurzform für Spielcasino verwendet. Um die verwirrende Situation der zwei Berner Casinos zu vereinfachen, einigten sich die Burgergemeinde Bern und die Kursaal AG, Betreiberin des Spielcasinos, um die Jahrtausendwende, das Konzert- und Kulturhaus fortan „Kulturcasino Bern“ zu nennen. Dadurch konnte die Kursaal AG den Namen „Grand Casino Bern“ fürs Spielcasino beanspruchen. Die denkmalgeschützte Beschriftung „Casino Bern“ am Konzerthaus und die Lage am Casinoplatz gegenüber dem Casinoparking trugen dazu bei, dass „Kulturcasino Bern“ kein gängiger Name wurde. Die Burgergemeinde Bern beschloss deshalb 2017, den Namen „Casino Bern“ wieder einzuführen.

## Berner Symphonieorchester
Das Berner Symphonieorchester ist Teil von Konzert Theater Bern und gehört nicht zum Casino Bern. Das Casino Bern ist jedoch die Heimat des Orchesters. Es hat im Haus seine Übungs- und Lagerräume und spielt den Grossteil seiner Konzerte im Grossen Saal des Casino Bern.

## Zahlen

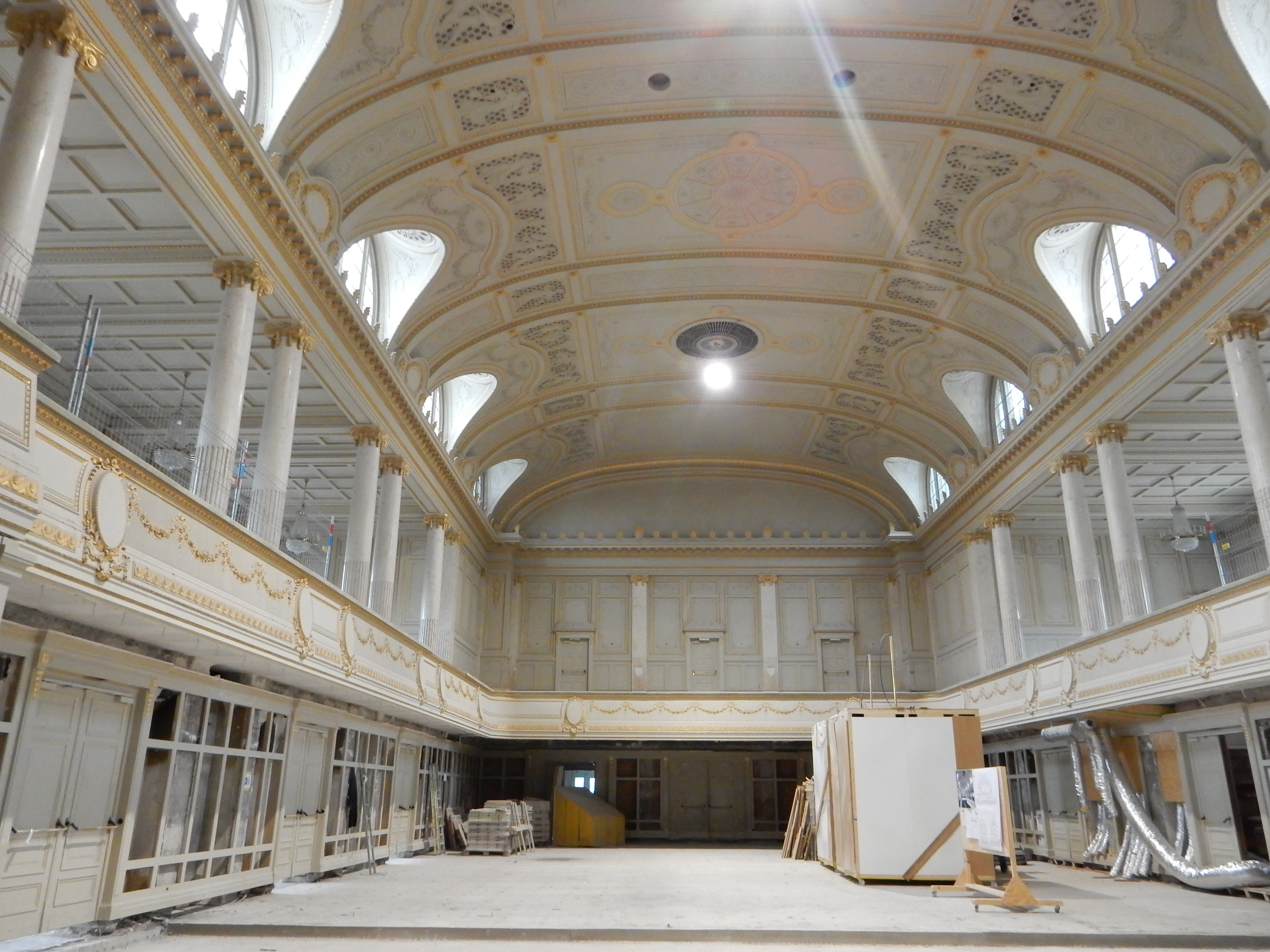
Der Grosse Saal während der Gesamtsanierung (2018)

| Saal           | Grundfläche  | Höhe        | Kapazität                                           |
| Grosser Saal   | 28 m × 16 m  | 10 – 12,5 m | 1370 Sitzplätze (Parkett: 570 – 670, Galerien: 700) |
| Burgerratssaal | 29 m × 11 m  | 6 – 7,5 m   | 290 Sitzplätze                                      |
| Salon Bernois  | 16 m × 8,5 m | 3 m         | 120 Sitzplätze                                      |